# 2012-es Nickelodeon Kids’ Choice Awards
Ez a huszonötödik Nickelodeon Kids’ Choice Awards. amelyet 2012. március 31-én rendeztek USC Galen Center, Los Angeles, Kaliforniában.

## Fellépők
- Katy Perry - Part of Me
- One Direction - What Makes You Beautiful

## Győztesek és jelöltek

### Kedvenc filmszínész
- Adam Sandler - Jack és Jill
- Jim Carrey - Mr. Popper pingvinjei
- Johnny Depp - A Karib-tenger kalózai: Ismeretlen vizeken
- Daniel Radcliffe - Harry Potter és a Halál ereklyéi 2.

### Kedvenc filmszínésznő
- Kristen Stewart - Alkonyat – Hajnalhasadás
- Amy Adams - Muppets
- Sofía Vergara - Muppets
- Emma Watson - Harry Potter és a Halál ereklyéi 2.

### Kedvenc film
- Alvin és a mókusok 3.
- Harry Potter és a Halál ereklyéi 2.
- Muppets
- Hupikék törpikék

### Kedvenc animációs film
- Csizmás, a kandúr
- Verdák 2.
- Kung Fu Panda 2.
- Rio

### Kedvenc hang egy animációs filmből
- Katy Perry - Hupikék törpikék
- Antonio Banderas - Csizmás, a kandúr
- Jack Black - Kung Fu Panda 2.
- Johnny Depp - Rango

### Kedvenc verekedő színész
- Taylor Lautner
- Jessica Alba
- Tom Cruise
- Tom Cruise

### Kedvenc Tv színésznő
- Selena Gomez - Varázslók a Waverly helyből
- Miranda Cosgrove - iCarly
- Victoria Justice - V, mint Viktória
- Bridgit Mendler - Sok sikert, Charlie!

### Kedvenc Tv színész
- Jake Short - Zsenipalánták
- Tim Allen - Last Man Standing
- Ty Burrell - Modern család
- Alex Heartman - Power Rangers Samurai

### Kedvenc Tv-s pajtás
- Jennette McCurdy - iCarly
- Jennifer Stone - Varázslók a Waverly helyből
- Nathan Kress - iCarly
- Jerry Trainor - iCarly

### Kedvenc Tv show
- V, mint Viktória
- Sok sikert, Charlie!
- iCarly
- Varázslók a Waverly helyből

### Kedvenc rajzfilm
- SpongyaBob Kockanadrág
- Phineas és Ferb
- Kung Fu Panda – A rendkívüliség legendája
- Scooby-Doo: Rejtélyek nyomában

### Kedvenc reality show
- Wipeout
- America's Got Talent
- Amerika legviccesebb házi videói
- American Idol

### Kedvenc férfi sportoló
- Tim Tebow
- Derek Jeter
- Michael Phelps
- Shaun White

### Kedvenc női sportoló
- Danica Patrick
- Kelly Clark
- Serena Williams
- Venus Williams

### Kedvenc együttes
- Big Time Rush
- The Black Eyed Peas
- LMFAO
- Lady Antebellum

### Kedvenc férfi énekes
- Justin Bieber
- Toby Keith
- Bruno Mars
- Usher

### Kedvenc női énekes
- Selena Gomez
- Lady Gaga
- Taylor Swift
- Katy Perry

### Kedvenc dal
- Party Rock Anthem - LMFAO
- Firework - Katy Perry
- Born This Way - Lady Gaga
- Sparks Fly - Taylor Swift

### Kedvenc videó játék
- Just Dance 3
- Lego Star Wars: The Complete Saga
- Mario Kart 7
- Super Mario Galaxy

### Kedvenc könyv
- Egy ropi naplója
- Harry Potter
- The Hunger Games
- Alkonyat-sorozat

### Nagy zöld segítség dij
- Taylor Swift

## Nyálkás hírességek
- Halle Berry
- Chris Colfer
- Heidi Klum
- Taylor Lautner
- Justin Bieber
- Will Smith
- The Miz
- The Big Show
- Jeff Sutphen
- Santino Marella

## Nemzetközi díjak

### Kedvenc ázsiai énekes
- Charice (Fülöp-szigetek)
- Agnes Monica (Indonézia)
- Wonder Girls (Dél-Korea)
- Yuna (Malajzia)

### Kedvenc Brazil művész
- Restart
- Julie e os fantasmas
- NX Zero
- Manu Gavassi

### Kedvenc Latin-amerikai művész
- Isabella Castillo
- Dulce María
- Danna Paola
- Alfonso Herrera

## Fordítás
- Ez a szócikk részben vagy egészben  a(z)   2012 Kids' Choice Awards című angol Wikipédia-szócikk ezen változatának fordításán alapul.  Az eredeti cikk szerkesztőit annak laptörténete sorolja fel. Ez a jelzés csupán a megfogalmazás eredetét és a szerzői jogokat jelzi, nem szolgál a cikkben szereplő információk forrásmegjelöléseként.